# 韋納 (阿肯色州)
韋納（英語：Weiner）是一個位於美國阿肯色州波因塞特縣的城市。

## 地理
韋納的座標為35°37′15″N 90°54′04″W / 35.62083°N 90.90111°W，而該地的平均海拔高度為75米（即246英尺）。

## 人口
根據2020年美國人口普查的數據，韋納的面積為3.53平方千米，皆為陸地。當地共有人口647人，而人口密度為每平方千米183人。